# День жён-мироносиц
День жён-мироно́сиц, или  Неде́ля святы́х жён мироно́сиц — переходящий праздник в православном  календаре в честь жён-мироносиц, а также Иосифа Аримафейского и тайного ученика Иисуса Христа Никодима. В Русской православной церкви именуется «неделя 3-я по Пасхе» (неделя означает воскресный день, первая неделя по Пасхе — сама Пасха).
В культуре восточных славян день считался бабьим праздником. В некоторых местах в этот день совершался обряд кумления. Обрядовой едой была «девичья», или «бабья» яичница. День завершал весеннюю молодёжную обрядность Радоницкой недели.

## Значение в православии
В этот день Православная церковь вспоминает святых жён — свидетельниц страданий, смерти и Воскресения Иисуса Христа. Жёнам-мироносицам первым явился воскресший Иисус. От них произошло пасхальное приветствие «Христос воскресе!». 
В православной традиции жёнами-мироносицами считаются святые: Мария Магдалина, Мария Клеопова, Саломия, Иоанна, Марфа, Мария и иные.
Слово миpоносицы означает «носящие миро». Это те женщины, которые в ночь воскpесения Хpиста спешили ко гробу с миpом в pyках, чтобы по восточномy обычаю возлить благовонные аpоматы на тело своего учителя. В то время как многие ученики Христа разбежались, опасаясь гонений, и сидели за закрытыми дверями «страха ради иудейского», эти женщины преодолели страх перед грозящими им опасностями и движимые любовью ко Иисусу отправились к его гробу, даже несмотря на то, что вход туда был завален камнем и иудейские начальники выставили стражу.
В Русской православной церкви этот день отмечается как праздник всех женщин-христианок.
Западные христиане называют жён-мироносиц «Три Марии», так как в Евангелии упомянуты три благочестивые женщины, и, в католической традиции, считается, что все они были по имени Мария.
Православные в этот день вспоминают Иосифа Аримафейского и Никодима, которые помазали тело Иисуса Христа перед погребением, а жёны-мироносицы пришли помазать тело Христа в первый день после субботы — в воскресенье. На литургии в этот день читается 69 зачало Евангелие от Марка (Мк. 15:43-16:8).
Современные православные женщины этот день почитают вместо Международного женского дня 8 марта.

## Славянские традиции

### Другие названия дня
рус. Маргоски, Моргосье, Жёны-мироносицы, Женский праздник, Бабий праздник (белг.), Бабья яичница, Бабья братчина (нижег.), Бабья неделя (костром.), Кумитное, Кумишное, Завивальное воскресенье (смол., белг.), Маргошенье (смол.), Лалынки (белг.), Шапшиха (яранск.), Неделя святых жён мироносиц и Иосифа праведного; церк.-слав. Неде́ля святы́х же́н-мироно́сиц; бел. Бабскі свята; укр. Неділя Жон-мироносиць; сербохорв. Мироносице, Недеља мироносица.

### Обряды и поверья

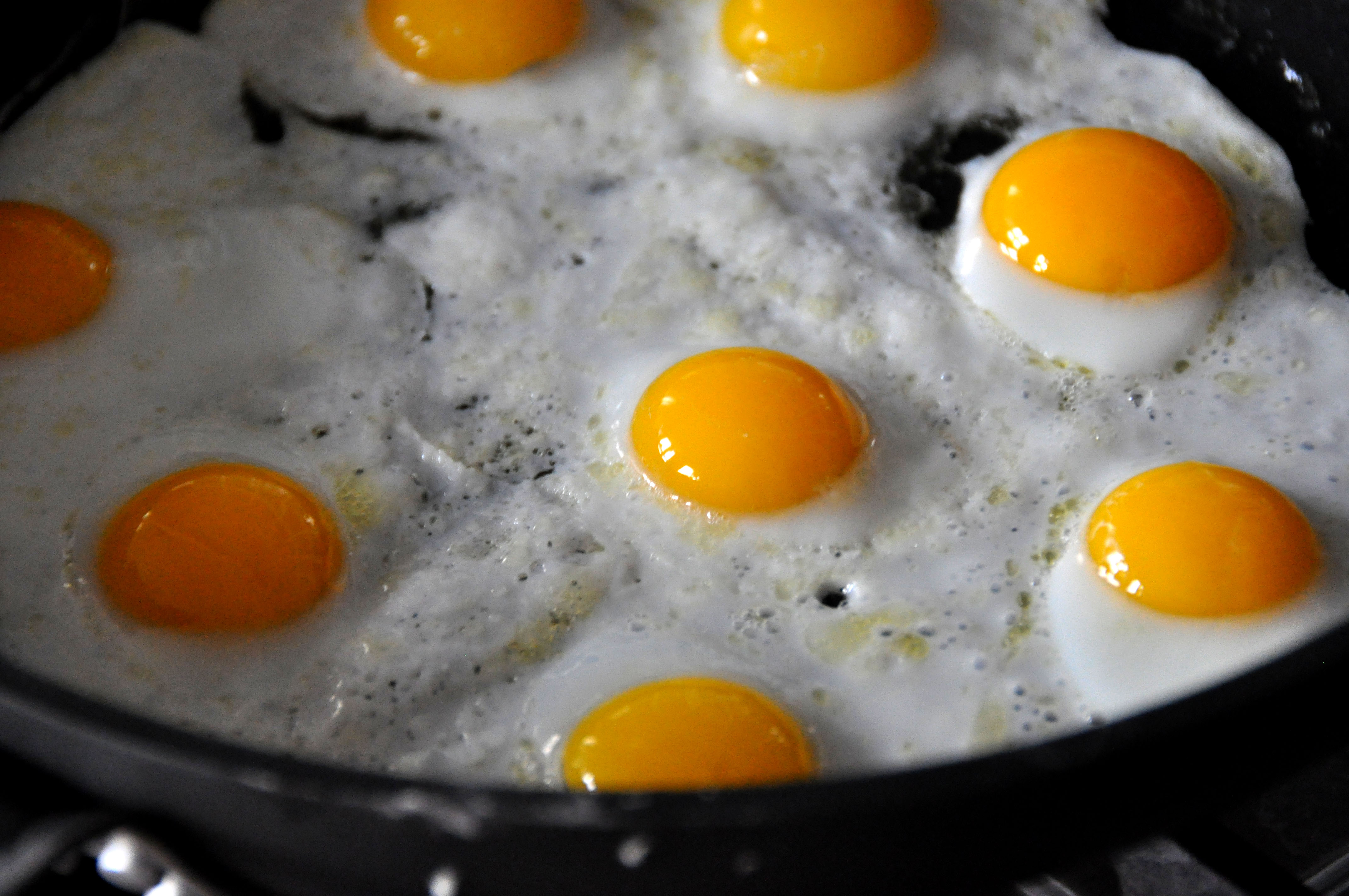
Яичница — главное блюдо бабьей братчины

Русские крестьяне считали, что в этот день все женщины — именинницы. Поэтому его называли бабьей братчиной (Нижегородская губерния), бабьей неделей (Кологривский уезд Костромской губернии). Необычно курское и смоленское название — маргоски, маргошенье (маргосье), которое, по-видимому, связано с диалектным словом маргосить (псков., твер.) в значении умильничать, кокетничать.

Жёны Мироносицы — женский праздник. Это яичницу жарят и курей режут. Одни женщины, девушки, только не мужчины. Собирались, кто кого позовёт.
Обычно накануне одна или несколько женщин собирали по дворам яйца и другие продукты. В Чухломском районе Костромской области разыгрывалось окликанье жён-мироносиц с обрядовым исполнением песен-окличек, в которых женщин приглашали выйти на крыльцо и вынести яйцо. Такие оклички проводились рано утром, до света. На мироносицкий день каждая женщина старалась побывать в церкви за обедней. После службы женщины совместно заказывали общий молебен, причём платили за требу яйцами, иногда (редко) — льном. После обедни ближе к вечеру устраивалась совместная бабья пирушка. С песнями и плясками женщины гуляли до поздней ночи. Лишь иногда, в порядке исключения, к гулянью могли присоединиться мужья пирующих женщин.
Обычаи «жён-мироносиц» отличались даже в пределах одной губернии. В Рославльском уезде Смоленской губернии женщины, по случаю праздника, собирались за околицей. На выгоне на костре готовилась яичница; затем пели весенние песни. В некоторых уездах Смоленской губернии яичницу съедали с приговором: «Дай, Боже, чтоб нам лён уродился куделён!». В Смоленском, Краснинском, Ельнинском уездах этой же губернии ходили поочередно по домам, и в каждом готовилась яичница — таким образом женщины обходили все дома.
Особая страница в праздновании дня — поминальная, когда день или даже вся неделя отмечались как память по умершим. Например, каждый год с понедельника Мироносицкой недели в приходе с. Сергачская Ачка служится мирской сорокоуст по всем умершим прихожанам. Обязательно посещается кладбище в субботу под жён-мироносиц в рязанском с. Аксеново Рыбновского района. При этом на могилах оставляют крашеные яйца.
Поминальные мотивы в празднике жён-мироносиц не случайны. Вероятнее всего здесь христианское празднование наложилось на более древний весенний женский праздник, который был соотнесён с аграрным культом и как частью его — с культом предков, в том числе и с почитанием птиц.
В Белоруссии третья после Пасхи неделя носит название жён-мироносиц, и начинается она с воскресенья, считавшегося когда-то «бабским праздником». В этот день женщины ходили с яичницей в поле и там, съев её, приговаривали: «Дай, Боже, чтоб наш лён урадился куделём» (бел. Дай, Божа, каб наш лён урадзіўся кужалём).
По мнению И. Бесонова (Государственный республиканский центр русского фольклора), современное почитание дня, как женского («бабского») праздника, восходит к древней славянской традиции.

### Поговорки и приметы
- Козьма и Демьяна да Жён мироносиц — куриная смерть (режут кур)[27].
- Мужики за пахоту, а бабы за стряпню (Рязан. губ.)[28].